# (34873) 2001 UF6
(34873) 2001 UF6 est un astéroïde de la ceinture principale découvert en 2001.

## Description
(34873) 2001 UF6 a été découvert le 20 octobre 2001 à l'observatoire de L'Ametlla de Mar, en Catalogne (Espagne), par Jaume Nomen.

### Caractéristiques orbitales
L'orbite de cet astéroïde est caractérisée par un demi-grand axe de 2,64 ua, un périhélie de 2,18 ua, une excentricité de 0,18 et une inclinaison de 12,29° par rapport à l'écliptique. Du fait de ces caractéristiques, à savoir un demi-grand axe compris entre 2 et 3,2 ua et un périhélie supérieur à 1,666 ua, il est classé, selon la JPL Small-Body Database, comme objet de la ceinture principale d'astéroïdes.

### Caractéristiques physiques
(34873) 2001 UF6 a une magnitude absolue (H) de 13,3 et un albédo estimé à 0,203.